# Confine tra Regno Unito e Spagna

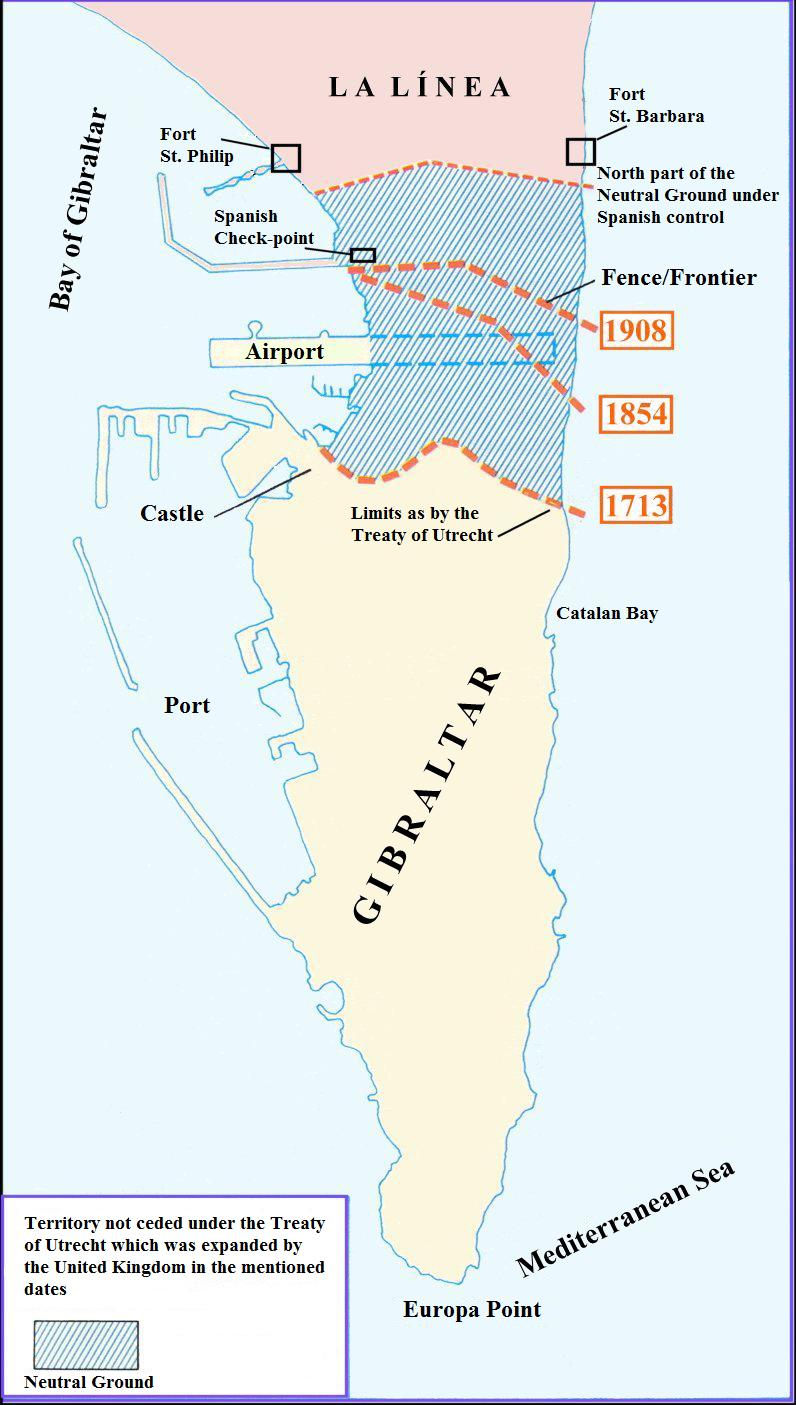
Variazione del confine tra Regno Unito e Spagna

Il confine tra il Regno Unito e la Spagna, anche chiamato La Recinzione di Gibilterra o la La verja de Gibraltar, descrive la linea di demarcazione tra questi due stati. Si trova nei pressi di Gibilterra e, con la lunghezza di 1,2 km, è il confine terrestre più corto tra due stati  e il secondo al mondo dopo il confine fluviale tra il Botswana e lo Zambia (0,15 km).
Il Regno di Spagna non accetta l'attuale posizione del confine internazionale. Gibilterra è un territorio d'oltremare del Regno Unito, rivendicato appunto dalla Spagna. In quanto tale, è infatti inserito nella lista delle Nazioni Unite dei territori non autonomi.
Il 31 dicembre 2020 è stato concordato tra Spagna e Regno Unito che Gibilterra aderisca all'Area Schengen dell'UE pur rimanendo un territorio britannico d'oltremare: l'accordo prevedeva, essenzialmente, di mantenere la libera circolazione da e per Gibilterra una volta che il Regno Unito fosse uscito formalmente dall'UE.

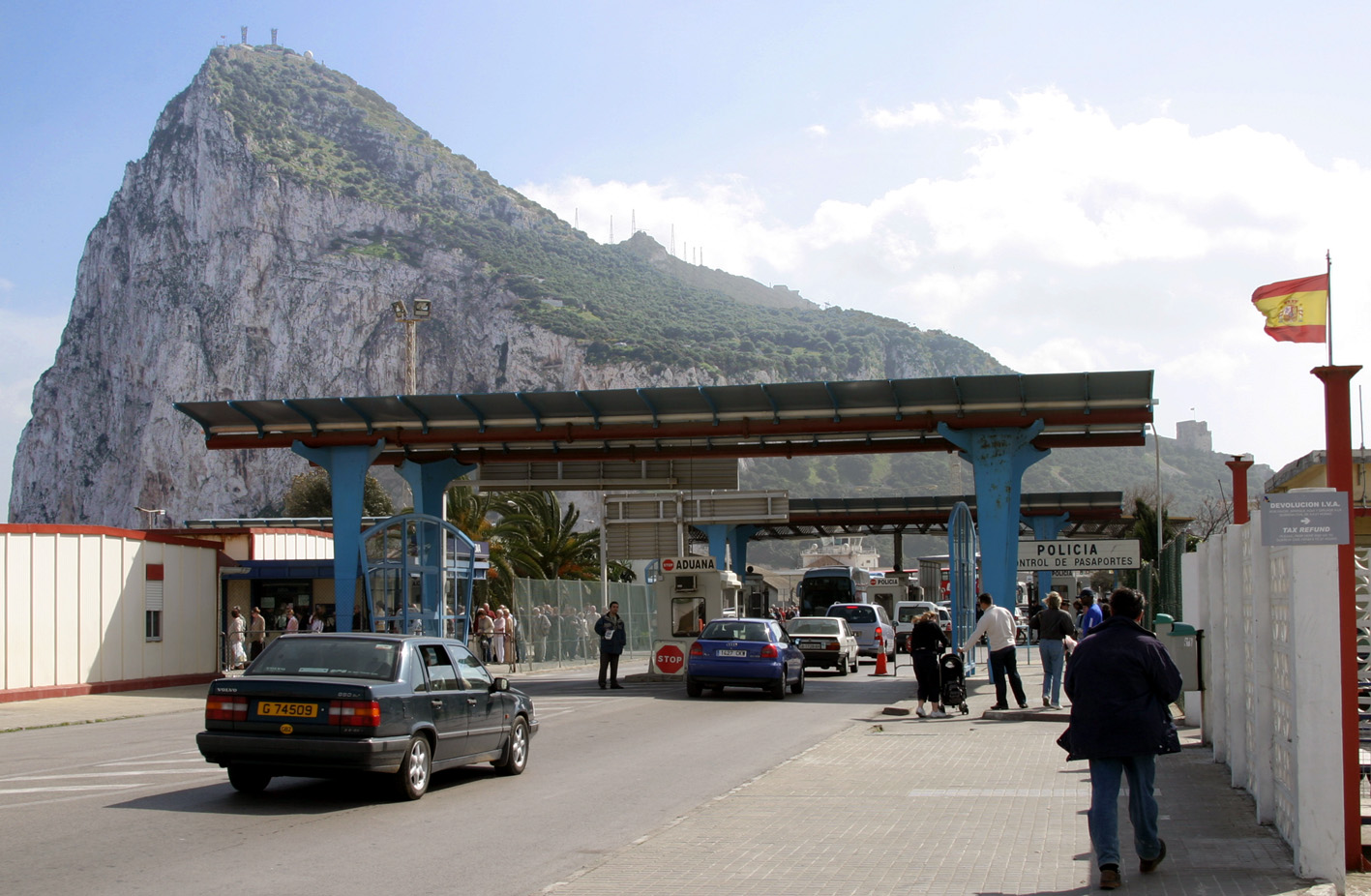
La frontiera tra Spagna e Regno Unito vista dal lato spagnolo, 2004

## Storia
Il confine risale al 1713 dopo il Trattato di Utrecht e alla cessione di Gibilterra al Regno Unito dopo la guerra di successione spagnola. Nel 1730 la Spagna costruì le "Linee di fortificazione di Gibilterra": queste linee si trovavano a nord dell'istmo e costituirono la prima forma di confine tra Gibilterra e la Spagna. Durante la Guerra d'indipendenza spagnola, per diverse vicende legate alle alleanze dapprima con il Primo Impero francese contro il Regno del Portogallo e di seguito, in proseguio alla "giravolta" dei francesi, con il Regno Unito e lo stesso Regno di Portogallo, le linee furono fatte saltare dal Comandante del Genio Reale di Gibilterra Charles Holloway, con il beneplacito della Spagna, il 14 febbraio 1810, per evitare che cadessero nelle mani dei francesi.
Nel 1909 il Regno Unito decise di ridurre il numero di sentinelle e costruì una recinzione alta 7 piedi (2,1 m), ma non erano chiare le motivazioni.
Il leader spagnolo Francisco Franco ordinò la chiusura del valico di frontiera l'8 giugno 1969 in risposta all'Ordinanza costituzionale di Gibilterra del 1969. Il confine alla "Línea" rimase chiuso per oltre 13 anni, fino alla parziale riapertura ai pedoni il 15 dicembre 1982,, e fu completamente riaperto ai veicoli a motore il 5 febbraio 1985, in preparazione all'adesione della Spagna alla Comunità europea nel 1986.
L'unico comune spagnolo confinante con Gibilterra è La Línea de la Concepción, che si trova nella Provincia di Cadice (Andalusia). 
Agli inizi del ventunesimo secolo il confine si trova presso l'aeroporto di Gibilterra e il Victoria Stadium.

## Controlli doganali e di identità
I controlli doganali e di identità sul lato spagnolo del confine sono effettuati dalla Guardia Civil e dal Cuerpo Nacional de Policía, sull'altro lato dalla HM Customs (o Her Majesty's Customs) di Gibilterra e dal Borders and Coastguard Agency (la Guardia Costiera e di Frontiera di Gibilterra).
Il 28 dicembre 2020, il Ministro degli Esteri spagnolo Arancha González Laya annunciò che i lavoratori transfrontalieri sarebbero stati esentati dai controlli alla frontiera spagnola dopo la Brexit, anche in caso di mancato raggiungimento di un accordo sulla libera circolazione con il Regno Unito.